# Hermann II de Carinthie
Hermann II, mort le 4 octobre 1181, issu de la maison de Sponheim, fut duc de Carinthie de 1161 à sa mort.

## Biographie
Hermann II est un fils cadet d'Ulrich de Sponheim, inféodé avec le duché de Carinthie par l'empereur Lothaire de Supplinbourg en 1135, et de son épouse Judith († 1162), fille du margrave Hermann II de Bade. À la mort de son père en 1144, le fils aîné Henri V succède d'abord à lui. Lorsque Henri prend part aux guerres de l'empereur Frédéric Barberousse dans l'Italie en 1158–1160, Hermann a été nommé régent de Carinthie.
En 1161, le duc Henri V se noie dans la bouche de la rivière Tagliamento, sans laisser d'héritier mâle. Alors son frère Hermann est investi avec la Carinthie. Il prend également sa charge de Vogt du diocèse de Gurk, se trouvant en conflit avec les archevêques de Salzbourg, et les bailliages sur les biens de l'évêché de Bamberg en Carinthie. 
Hermann a été un des premiers ducs carinthiens à s'engager dans la politique territoriale. Il a combattu avec succès les bailliages sur Tiffen et sur Treffen rencontrant les patriarches d'Aquilée. Il était en conflit avec le margrave Ottokar III de Styrie au sujet de l'héritage de son grand-oncle le comte Bernard de Trixen († 1147) et il se battait contre les familles nobles des Heunburg (Haimburg) et des Ortenburg pour la suprématie dans le pays. En 1161/1162, après le concile de Pavie, l'empereur Frédéric Barberousse l'envoie à la cour de Louis VII de France afin de tenter une conciliation lors du stade initial du schisme.
Hermann II meurt en 1181, et il a comme successeur son fils aîné Ulrich II.

## Union et postérité
Hermann épouse en premières noces, en 1141, Marie de Bohême, fille putative du duc Sobeslav Ier de Bohême et la veuve du margrave Léopold IV d'Autriche; puis, vers 1173, Agnès de Babenberg († 1182), la fille du duc Henri II d'Autriche et veuve du roi Étienne III de Hongrie, qui lui donne deux fils :
- Ulrich II (né en 1176 - mort en 1202), duc de Carinthie (1181-1202) ;
- Bernard (né en 1180 - mort en 1256), duc de Carinthie (1202-1256).